# Кендрик Нан
Кендрик Мелвин Нан (енгл. Nigel Hayes-Davis; Чикаго, Илиноис, 3. август 1995) амерички је кошаркаш. Игра на позицији бека, а тренутно наступа за Панатинаикос.
На колеџу је наступао за екипе Илианоис фајтинг Илини и Оукленд Голден Гризлис. Нан је три сезоне играо за екипу са универзитета Илианоа, где је именован за  2013-14 Биг Тен најбољи тим новајлија. Избачен је из кошаркашке екипе Илинија на почетку сезоне 2015-16, и морао је да преседи остатак сезоне јер се пребацио на Оукленд Универзитет, због правила НЦАА лиге. 2018 је освојио награду за најбољег играча Хоризон лиге играјући за Оукленд и предводио је лигу са највећим бројем погођених шутева за три поена.

## Средњошколска каријера
Нан је похађао средњу школу Симеон Кареер Академији у Чикагу. Као новајлија, прву понуду за стипендију је добио од Рика Маџеруса док је он био тренер на Сент Луис Универзитету. Међу школама о којима је размишљао биле су Илианоа, Охајо Стејт, Оклахома Стејт, УЦЛА, Тексас А&М. Током његове сениорске сезоне школа је његово залагање почаствовала тако што је повукла његов дрес из употребе, дрес број 20, заједно са његовим старијим колегом Џабари Паркером (дрес број 22). Тако су се Нан и Паркер придружили Дерику Роузу, Боби Симонсу и Бенџи Вилсону као једини кошаркаши Вулверина којима су дресови повучени из употребе. Током своје средњошколске каријере Нан је помогао својој школи да освоји 4 титуле првака државе Илианоа у оквиру такмичење средњих школа.
У почетку, Нан је имао усмени договор са Тексас А&М у августу 2011. године, међутим два месеца касније објавио је да неће уписати ту школу и наставио је свој процес регрутовања. Његов отац, Мелвин, касније је објаснио да је Кендрик осећао да је прерано донео ту одлуку и да је желео да истражи све друге опције.
Након званичних посета Илианои, он се одлучио за тај колеџ у септембру 2012. године.

## Колеџ каријера
Као бруцош Нан је играо у свих 35 утакмица за екипу Фајтинг Илини у сезони 2013-14, и стартовао је у последњих 12. Први старт је забележио 9. фебруара 2014. против екипе Пен Стејт, утакмицу је завршио са 19 поена и помогао је својој екипи да прекине низ од 8 изгубљених утакмица. Рекорд каријере је изједначио 19. фебруара, када је опет постигао 19 поена и где је предводио свој тим до победе против Минесоте, ова партија му је помогла да се нађе у најбољем тиму бруцоша за ту недељу. На крилима победа против Небраске и Мичигена, у којима је Нан бележио у просеку 10.5 поена, 4.5 скокова и 3.5 асистенција, 3. марта  се опет нашао у тиму недеље за  све новајлије. На крају сезоне успео је да се нађе у најбољем тиму новајлија, по избору свих тренера.
Нан је избачен из Илианоиног кошаркашког тима 24. маја 2016. године после признања кривице по оптужби за прекршај два месеца раније.Месец дана касније се пребацио на Оукленд универзитет, где је имао прилику да оживи своју каријеру играјући за Голден Гризлис, али због правила лиге о трансферима није могао да наступа целу ту сезону. У сезони 2017-18 изабран је за најбољег играча недеље 3 пута.
Као сениор Нан је предводио НЦАА лигу по броју погођених тројки, у просеку је имао 4.47 погођених шутева за три поена по утакмици и завршио је као други стрелац лиге иза Тре Јанга, са 25.9 поена у просеку.

## Професионална каријера

### Санта Круз Вориорси (2018—2019)
На драфту 2018 године Кендрика није изабрао ниједна екипа, па је потписао незагарантовани уговор са Голден Стејт Вориорсима тај уговор му је гарантовао место у њиховом тиму за Летњу Лигу и јесењи камп, као и одређени суму новца. Вориорси нису одлучили да га задрже у екипи, али је њихова филијала из Г Лиге Санта Круз Вориорси одлучила да га потпише. Четвртог новембра је забележио деби за свој тим и имао је 15 поена у победи 118-108 против Нортерн Аризона санса. Против Ајове вулвса, 10. новембра, је постигао 32 поена са клупе. Упркос томе што је стартовао у само једној од 49 утакмица, Нан је бележио у просеку 19.3 поена, 3.8 скокова, 2.8 асистенције, 1.4 украдене лопте и 0.3 блокаде за свега 29 минута у просеку по мечу.

### Мајами Хит (2019—2021)
Мајами Хит је објавио 10. априла 2019. године да су потписали Кендрика Нана. Нан је 18. октобра импресионирао све када је у финалном мечу предсезоне постигао 40 поена против екипе Хјустон Рокетса, притом постављајући рекорд са највише поена у последњих 20 година неког играча Мајамија у предсезони. Нан је деби у НБА лиги забележио 23. октобра у победи његове екипе 120-101 против Мемфис Гризлиса, успео је да постигне 24 поена, забележи 3 скока и по 2 украдене лопте и асистенције. Након прве недеље у лиги имао је просек од 22.3 поена по утакмици, што је било довољно да буде номинован за најбољег играча у лиги за ту недељу. Током првих 5 утакмица Нан је постигао  112 поена и тако поставио рекорд лиге са највише поена у првих 5 мечева за неког играча који није драфтован. Такође то је највећи број поена за првих 5 утакмица још од кад је Кевин Дурент постигао 113 у октобру 2007. Трећег децембра је добио награду за најбољег новајлију месеца за источну конференцију. Само недељу дана касније поставио је нови рекорд каријере од 36 поена у победи против Атланте. Пошто је постигао 504 поена за само 31 утакмицу, постао је играч коме је најмање требало да пређе цифру од 500 поена у дресу Мајамија. Нан је поставио још један рекорд у јануару ове године када је трећи пут добио награду за најбољег новајлију месеца и тако постао једини недрафтовани играч који је ту награду добио неколико пута. Позван је и  да учествује у мечу звезда у успону на 2020 Ол-Стар викенду где је представљао тим Америке.

## Успеси

### Клупски
Панатинаикос:
- Првенство Грчке (1): 2023/24.
- Куп Грчке (1): 2025.
- Евролига (1): 2023/24.

### Појединачни
- Најкориснији играч Евролиге (1): 2024/25.
- Најбољи стрелац Евролиге (1): 2024/25.
- Идеални тим Евролиге — прва постава (2): 2023/24, 2024/25.